# ウェアーハウザー
ウェアーハウザー（英: Weyerhaeuser）は、ワシントン州に本部を置く北アメリカ最大規模の林業、木材加工、販売および製紙などを手がけるアメリカ合衆国の企業。

## 概要
1900年1月18日、タコマ市にて創業（現在の本社はフェデラルウェイ市）。以来、規模を拡大、2008年現在、アメリカ及びカナダで約890万haの森林を自社で保有、管理、経営し、生産される木材（チップ、パルプ）の加工流通および販売など非常に多岐にわたる分野を手がける。日本や中華人民共和国など、木材の大量消費国にも拠点を置き、積極的な輸出を行っており、1994年には合衆国政府より輸出貢献大統領賞を受賞した。

## 日本との関係
- 1923年：関東大震災直後の日本へ木材を大量輸出。
- 1963年：日本に事務所（ウェアーハウザー・ジャパン）を設立。
- 1976年：日本製紙との間で木材生産を目的とした合弁事業を開始。
- 2010年：三菱商事との間で木質ペレット製造を目的とした合弁事業を開始。

## トピック
- セントヘレンズ山麓に森林を所有しており、噴火により大きな被害を受けた。

## 参考および外部リンク
- ウェアーハウザー社、戦略転換で紙パ・包材部門の収益改善（テックタイムス　紙業タイムス社2005年7月4日号）
- 三菱商事、ウェアーハウザーと合弁へ（日本経済新聞2010年2月2日朝刊）
- ウェアーハウザー・ジャパン